# 香港2013年7月
- 7月1日：7.1大遊行在三號風球下舉行，民陣表示參與7.1大遊行人數有43萬，港大民研計劃則點算出8.8萬至9.8萬人；警方則估計遊行高峯時有6.6萬人；港大社會工作及社會行政學系教授葉兆輝的7.1遊行統計小組，點算遊行人數約10.3萬人。[1]

- 7月5日：陪審團退庭商議逾20小時後，裁定陳振聰偽造及使用虛假遺囑兩項控罪均罪名成立，重判入獄12年。[2]

- 唐英年九龍塘約道7號大宅僭建被揭逾一年後，開始進行復修工程，委託園藝公司移除花園內六棵大樹，除其中兩棵名貴羅漢松外，其餘四棵就地斬件，然後一截截移走。

- 7月6日：伊利沙伯中學一批參與「校營管理員」訓練課程的中三學生，前晚在高年級同學帶領下，於西貢斬竹灣校營進行模擬野地生火時，疑有人因為心急，向樹枝堆淋消毒火酒助燃，結果點火時產生閃燃，火球撲向兩名中三女生，其中一人半身起火，送院後情況危殆。[3]

- 7月11日：因特首選戰而揭發的唐宮僭建案，被告之一的唐英年太太郭妤淺在庭上承認一項未獲批准進行工程的控罪，另一項「明知而違反」《建築物條例》的控罪則獲撤銷。[4]

- 教育局公佈將位於摩星嶺的三級歷史建築「白屋」批予芝加哥大學布思商學院，開辦學費逾百萬元的行政人員工商管理碩士（EMBA）課程[5]

- 源自日本的一蘭拉麵在銅鑼灣開業兩日，人潮絡繹不絕，店員指首日人龍直至凌晨5時才散去，但清晨7時人龍再現。7月12日中午有逾百人排隊，平均等90分鐘。[6]

- 7月12日：立法會財務委員會在泛民、身兼屯門區議會主席的劉皇發，以及部份建制派聯手下，通過終止擴建屯門及打鼓嶺堆填區撥款辯論，令政府難以在今個立法年度結束前取得撥款。[7]

- 香港城市大學就2013年5月發生保安抬走學生醜聞事件成立的檢討小組發表報告，指出校方「七宗罪」，指抬人決定並非最恰當亦無必要。郭位昨向師生及校友發信，向相關學生及當日被一度禁錮的記者致歉，校方接納報告，表示遺憾，並設小組跟進建議。[8]

- 7月14日：新巴18X線投入服務
- 法輪功與「香港青年關愛協會」（青關協）在旺角西洋菜街因橫額問題發生衝突，路人女教師林慧思與到場警員理論，期間曾以英文粗言「What the FUCK」發洩情緒，過程被拍成短片段於網上被瘋傳，並引發林慧思事件。

- 7月15日：第二屆香港中學文憑考試成績發放日，本年共有約28,000人考獲3322成績。此外，現代書院爆發23名考生於中文科校本評核報告集體抄襲，被考評局把全科成績取消。[9]
- 7月17日：是年度香港書展開幕。[10]

- 7月19日：新修訂的商品說明條例正式生效，不少行業改變營商手法，避免犯法。新條例規管範圍由商品擴展至服務業，監管六種不良營商手法，一經定罪，最高可判罰款50萬元及監禁5年。

- 7月20日：道瓊斯通訊社引述消息人士報道，李嘉誠旗下和黃上月部署計劃出售百佳，並委聘投資銀行高盛及美銀協助尋找及篩選買家，初步估計作價約10至20億美元（約78至156億港元）。長和系主席李嘉誠回應稱「這是很正常的商業活動」，又否認有政治考慮或不喜歡梁振英。和黃則發出聲明，證實正對百佳等超市零售業務做策略性評估，惟未有時間表及達成交易的保證，聲明強調「無意從香港撤資」。不過，百佳員工已接通知信，其僱主將於8月起由屈臣氏有限公司改為百佳超級市場（香港）有限公司，聘用條件不變。工會至今收到10宗求助，不相信條件不變，擔憂被「賣豬仔」，更怕新僱主裁員減薪。

- 7月25日：愛東邨愛旭樓13樓命案。